# August Marahrens
August Friedrich Karl Marahrens (* 11. Oktober 1875 in Hannover; † 3. Mai 1950 in Loccum, Niedersachsen) war Landesbischof der Evangelisch-lutherischen Landeskirche Hannovers.

## Kirchlicher Werdegang

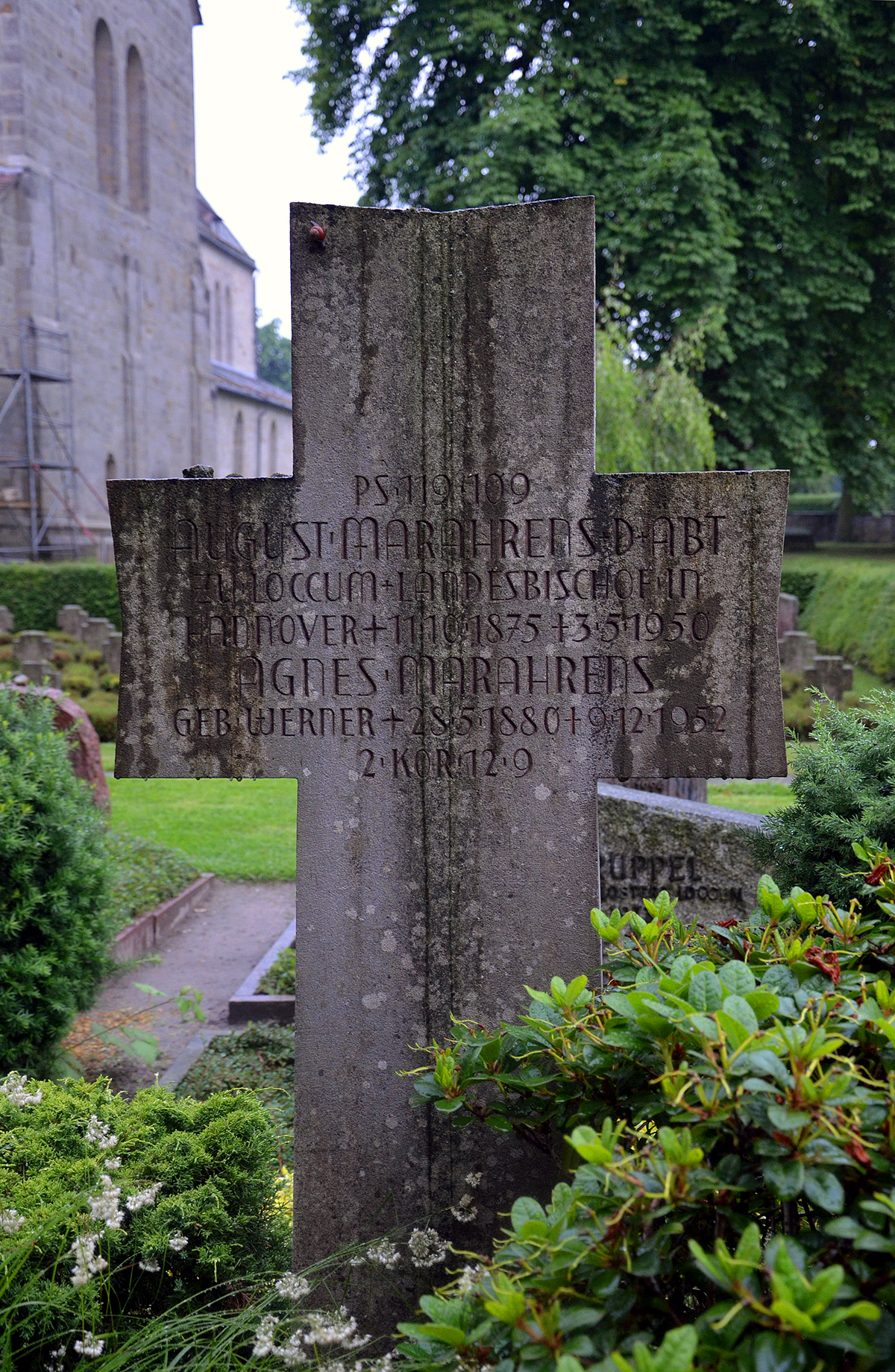
Grabkreuz auf dem Friedhof vom Kloster Loccum

Marahrens studierte von 1894 bis 1898 Evangelische Theologie und Geschichte in Göttingen, vor allem bei Schülern Albrecht Ritschls, und Erlangen. Von 1899 bis 1901 besuchte er das Predigerseminar in Loccum. Er war bis Ende 1902 Alumnatsinspektor in Goslar. 1903 übernahm er eine Pfarrkollaboratur in Hannover. Dort wurde er 1905 Zweiter Schlossprediger und Konsistorialassessor. 1909 wechselte er als Studiendirektor an das Predigerseminar Erichsburg bei Northeim. Danach war er bis 1922 Superintendent in Einbeck. Nach seiner Tätigkeit als Generalsuperintendent von Stade wurde er 1925 Landesbischof.
1925 bezog Marahrens seinen Dienstsitz im Loccumer Hof in der Altstadt von Hannover. Am 31. Oktober 1928 (Reformationstag) wurde er als Abt des Klosters Loccum eingeführt.
Marahrens war während der Zeit des Nationalsozialismus eine der zentralen Gestalten des Kirchenkampfes. Anfangs vorsichtig lavierend, stellte er sich bald entschieden auf die Seite der Bekennenden Kirche und suchte den Einfluss der Deutschen Christen (DC) in der hannoverschen Landeskirche zurückzudrängen. Bereits 1933 lehnte er den von Adolf Hitler bevollmächtigten Wehrkreispfarrer Ludwig Müller aus sachlichen wie auch persönlichen Gründen ab; er hielt bis zuletzt an Friedrich von Bodelschwingh als Gegenkandidaten fest.
Ab 1924 war August Marahrens Vorsitzender der Arbeitsgemeinschaft für Volksmission. Von 1933 bis 1935 war er Leiter des aus der Arbeitsgemeinschaft entstandenen Volksmissionarischen Amtes I. Ab 1935 hatte er die Geistliche Leitung des Volksmissionarischen Amtes II inne, aus dem 1937 das Amt für Gemeindedienst wurde. Von 1933 an war er Mitglied und ab 1935 Vorsitzender des Exekutivkomitees des Lutherischen Weltkonvents, gleichzeitig seit 1934 Vorsitzender der Kirchenführerkonferenz der DEK und bis 1936 Vorsitzender der Bekennenden Kirche. Mitglied des geistlichen Vertrauensrates der DEK wurde er 1939.

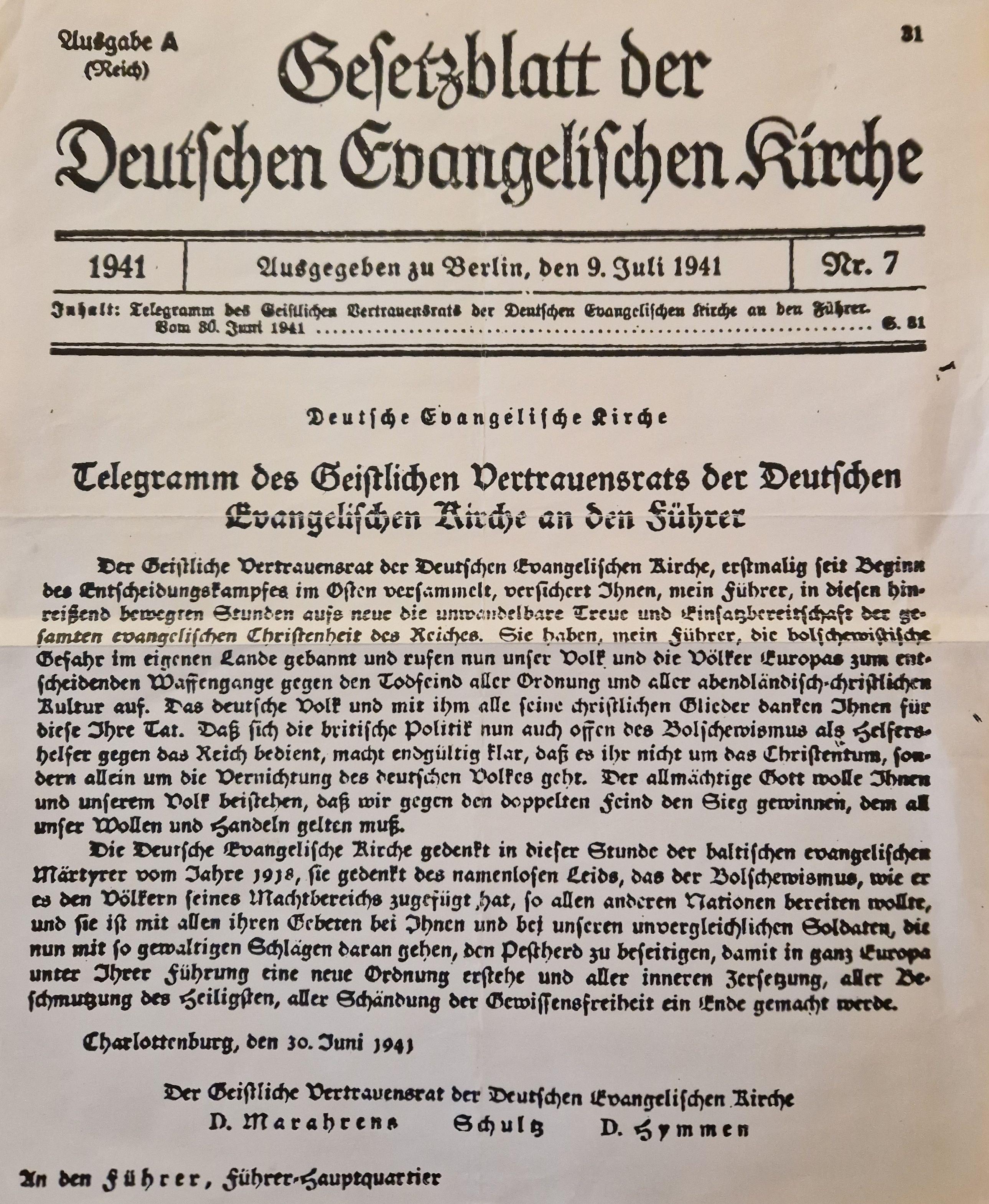
Gesetzblatt der DEK 7/1941

Wegen seines kritischen Kurses wurde er auf dem Höhepunkt des Kirchenkampfes in Hannover durch Beschluss des deutsch-christlich dominierten Kirchensenats am 5. Dezember 1934 für abgesetzt erklärt und an seiner Stelle im Februar 1935 der Vorsteher des Kirchensenats, Superintendent Felix Rahn (Sievershausen), zum Bischof ernannt. Marahrens konnte sich aber letztlich durchsetzen. Der von Marahrens seinerseits abgesetzte frühere geistliche Vizepräsident des Landeskirchenamts und Präsident des aufgelösten Landeskirchentags Gerhard Hahn forderte ihn auf, sich vor dem (von der Landeskirche nicht mehr anerkannten) Landeskirchentag zu rechtfertigen. Marahrens berief am 26. Februar 1935 eine geschlossene amtliche Kirchenversammlung in die Marktkirche in Hannover ein, in der er die ihm ergebenen Geistlichen der Landeskirche hinter sich scharen konnte. 1937 gehörte er zu denen, die Die Erklärung der 96 evangelischen Kirchenführer gegen Alfred Rosenberg wegen dessen Schrift Protestantische Rompilger unterzeichneten. Beim Reichsinnenminister protestierte er 1939 gegen die Verbringung Martin Niemöllers in das Konzentrationslager und unterzeichnete die Magna Charta des Einigungswerkes. Marahrens war am 30. Juni 1941 Mitunterzeichner eines Telegramms, das der Geistliche Vertrauensrat der DEK an Hitler schickte, unmittelbar nach Beginn des Feldzuges gegen Russland. Darin heißt es unter anderem: „Sie haben, mein Führer, die bolschewistische Gefahr im eigenen Land gebannt und rufen nun unser Volk und die Völker Europas zum entscheidenden Waffengange gegen den Todfeind aller Ordnung und aller abendländisch-christlichen Kultur auf. […] Die Deutsche Evangelische Kirche […] ist mit allen ihren Gebeten bei Ihnen und unseren unvergleichlichen Soldaten, die nun mit so gewaltigen Schlägen daran gehen, den Pestherd zu beseitigen.“
Für in die Konzentrationslager verbrachten Juden wollte sich Marahrens jedoch nicht einsetzen. Im Januar verfasste der württembergische Bischof Theophil Wurm 1943 einen Protestbrief gegen die Ermordung der Juden. Darin bezog er deutlich Stellung: „Aus religiösem und ethischem Empfinden heraus muss ich in Übereinstimmung mit dem Urteil aller positiven christlichen Volkskreise in Deutschland erklären, dass wir als Christen diese Vernichtungspolitik gegen das Judentum als ein schweres und für das deutsche Volk verhängnisvolles Unrecht empfinden. Das Töten ohne Kriegsnotwendigkeit und ohne Urteilsspruch widerspricht auch dann dem Gebot Gottes, wenn es von der Obrigkeit angeordnet wird.“ Marahrens, dem das Schreiben vorgelegt wurde, konnte sich mit dieser Position nicht identifizieren und verweigerte der Protestnote seine Unterschrift. Wurm wandte sich daher im Januar 1943 selbst mit seinem Protest an Reichsinnenminister Wilhelm Frick. Im gleichen Monat, am 19. Januar 1943, wandte sich auch Marahrens an Frick, indem er den Rassismus unter anderem wie folgt begründete: „Die Rassenfrage ist als völkisch-politische Frage durch die verantwortliche politische Führung zu lösen. Sie allein hat das Recht, die notwendigen Maßnahmen zur Reinerhaltung des deutschen Blutes und zur Stärkung der völkischen Kraft zu treffen.“ Nach dem missglückten Anschlag auf Hitler am 20. Juli 1944 erklärte Marahrens im Wochenbrief vom 24. Juli 1944: „Der verbrecherische Anschlag, der dem Leben des Führers galt, ist […] durch Gottes Gnade abgewendet.“ Gleichzeitig verkündete er in einem „Hirtenbrief“: „Ordnen wir an [dass …] im Kirchengebet der Gemeinde [Hitlers …] gedacht wird: ‚Von Grund unseres Herzens danken wir Dir [sc. Gott], daß Du unseren Führer bei dem verbrecherischen Anschlag Leben und Gesundheit bewahrt und ihn unserem Volk in einer Stunde höchster Gefahr erhalten hast. In Deine Hände befehlen wir ihn. Nimm ihn in Deinen gnädigen Schutz! Sei und bleibe Du sein starker Helfer und Retter! Walte in Gnaden über den Männern, die in dieser für unser Volk so entscheidungsschweren Zeit an seiner Seite arbeiten. Sei mit unserem tapferen Heere! Laß unsere Soldaten im Aufblick zu Dir kämpfen! […] In tapferem Vordringen [sei] ihr Geleiter! [… Laß] aus der blutigen Saat des Krieges eine Segensernte erwachsen.‘“
Roderich Wahsner zufolge war Marahrens als „glühender Nationalsozialist“ u. a. dafür verantwortlich, dass das der Diakonissenbewegung gehörende Hannoveraner Henriettenstift zu „einem Tummelplatz für NS-Veranstaltungen“ wurde und „die Diakonissen das Führerbild aufhängen und verehren mussten, dass also das Hakenkreuz für sie an die Stelle des Kreuzes trat.“
Auf Drängen der Briten wie der Bischöfe Hans Meiser, Theophil Wurm und Stimmen aus der Ökumene trat er am 15. April 1947 zurück. Bis heute ist die Amtsführung von August Marahrens als Bischof zur Zeit des Dritten Reiches umstritten, weil ihm teilweise eine zu starke Anpassung an den NS-Staat, seine bedingungslose Anerkennung der staatlichen Obrigkeit sowie seine Haltung gegenüber den ausgegrenzten „nichtarischen“ Christen bzw. Judenchristen vorgeworfen wird.

## Weitere Tätigkeiten und Ämter
August Marahrens war von 1928 bis 1950 Abt des Klosters Loccum. Ab 1933 war er Mitglied und ab 1935 Vorsitzender des Exekutivkomitees des Lutherischen Weltkonvents. Ab 1934 war Marahrens Vorsitzender der Kirchenführerkonferenz der Deutschen Evangelischen Kirche (DEK) sowie zwischen 1934 und 1936 Vorsitzender der Bekennenden Kirche der DEK. Ab 1939 war er Mitglied des geistlichen Vertrauensrates der DEK.

## Veröffentlichungen
- Zu Luthers Botschaft an die heutige Jugend seines Volkes, Gedanken und Lesefrüchte, aus Das Erbe Martin Luthers und die theol. Forschung, Leipzig 1928, 382–403
- Reichsreform! – und die Kirche? In: Evangelische Wahrheit 24, 1932/1933, 37-4
- mit Wilhelm Flor, Hugo Hahn: Um eine Lutherische Kirche deutscher Nation. Göttingen 1934, S. 8 ff.
- Im Heiligtum Gottes. Predigt des Landesbischofs von Hannover, Abt zu Loccum D. Marahrens vor Vertretern der Gemeinden Südhannovers – auf Grund einer Nachschrift gedruckt, Göttingen 1934
- Ich hielt mich nicht dafür, daß ich etwas wüßte unter euch, ohne allein Jesum Christum, den Gekreuzigten: 1. Kor. 2.2., Predigt vom 28. Juni 1935 in der Marktkirche in Hannover zum 10-jährigen Bischofsjubiläum, Göttingen [1935]
- Zur Lage der Kirche. Die Wochenbriefe von Landesbischof D. August Marahrens 1934–1947, 3 Bde., hrsg. von Thomas Jan Kück, Göttingen 2009.